# Olympiazentrum (metropolitana di Monaco di Baviera)
Olympiazentrum  è una stazione della metropolitana della Linea U3 di Monaco di Baviera, inaugurata l'8 maggio 1972 per i Giochi della XX Olimpiade.
Serve la zona dell'Olympiapark e il Villaggio olimpico, oltre che il centro museale della BMW, il BMW Welt ("Mondo BMW").
Dal 1972 al 2007, quando è stata aperta la stazione di Olympia-Einkaufszentrum, Olympiazentrum è stata capolinea della linea U3.
Nel 2020 la stazione di Olympiazentrum, insieme ad altre 4 stazioni del primo tronco della metropolitana monacense, venne posta sotto tutela monumentale (Denkmalschutz) per la sua importanza storica.